# Galilea (Noardeast-Fryslân)
Galilea of Vrouwenklooster is een streek in de gemeente Noardeast-Fryslân, in de Nederlandse provincie Friesland. De streek ligt aan de Friesestraatweg ten zuiden van Burum, tussen de buurtschap Scharnehuizen en de Gerkesbrug bij Visvliet. Het kent enkele boerderijen. 

## Vrouwenklooster Galilea
De naam Galilea (in de 19e eeuw ook 'Galileën' of 'Olijfberg' genoemd) verwijst naar het voormalige Cisterciënzer nonnenklooster dat hier stond tussen de 13e en de 16e eeuw. Het werd ergens in de 13e eeuw waarschijnlijk gesticht door het klooster Jeruzalem uit Gerkesklooster. Als vermoedelijk stichtingsjaar wordt vaak circa 1249 genoemd, maar omdat het klooster pas in 1326 voor het eerst wordt genoemd in een kloosterlijst noemen Mol et al. (1990) dit jaartal 'nergens op gebaseerd' en denken dat het klooster later moet zijn gesticht, maar waarschijnlijk wel voor 1300. Volgens Andreae werd het klooster overigens al in 1302 genoemd. Volgens Van der Aa werd het klooster gesticht door een rijke man uit Augustinusga met de naam Bruno. In het klooster woonden gewone nonnen.
De eerste geestelijke van het klooster die in de oorkonden wordt genoemd was Heer Harcko, die prior was in 1480, het jaar dat hij tevens pastoor van Kollum werd. In 1479 werden de goederen van Jeruzalem en Galilea, die tot dan toe een eenheid waren, van elkaar gescheiden, waarbij Galilea 720 pondematen land kreeg.
Volgens een verhaal kwam in 1496, in de tijd van de Schieringers en Vetkopers, een groep Groningers die onderweg waren naar het beleg van Harlingen, langs het klooster en stopte er om bier te drinken. Het bier smaakte echter niet en een knecht van het klooster werd erbij geroepen en kreeg bier naar zich toe geworpen. De knecht werd daarop driftig en gooide bier terug. De Groningers renden daarop achter hem aan en sloegen hem dood voor het altaar van de kloosterkerk. Volgens de Friese geschiedschrijver Christianus Schotanus moesten de Groningers, omdat ze moordenaars vervolgens niet voor het gerecht daagden, dit duur bekopen; Zij hadden 'hiernae geen voorspoed meer in Westerlauwers' (Friesland). In 1517 kreeg het klooster een vrijbrief van Karel de vijfde  , waarin deze beloofde dat het klooster en haar eigendommen met rust zouden worden gelaten door zijn soldaten.
In 1543 had het klooster onder andere eigendommen bij Waaxens en in 1571 'huyssteden' in Burum, waartoe volgens Andreae waarschijnlijk ook de uithof ten westen van het kerkhof aldaar zal hebben behoord.
In 1580 voelden de kloosterlingen zich gedwongen te vluchten naar het refugium bij het latere Aduardergasthuis in Groningen. In april 1580 gaven de protestantse Staten van Friesland opdracht de kloosters Jeruzalem en Galilea met toebehoren publiekelijk te verkopen. Van de kloostergebouwen werden vervolgens onder andere het 'syeck-huys' (ziekenzaal), 'portiershuys' en de 'nyeuwe zael' afgebroken, gevolgd door de rest van de gebouwen in 1585, ter versterking van de schans bij Munnekezijl. De stenen werden met paard en wagen naar de Gerkesbrug gereden en vandaar per schip vervoerd naar Munnekezijl. Na de sloop werden de kloosterlanderijen onderverdeeld in 24 zathen en verkocht; in 1624 werd een deel in de heerlijkheid Visvliet verkocht en in 1637, bij de verkoop van de heerlijkheid aan Groningen de rest van de goederen in Groningen. De landerijen in Friesland werden in 1639, 1640, 1641 en 1644 verkocht. Een groot deel van het bezit kwam daarbij in handen van Sjouck van Fogelsangh van de familie Donia. Ten noorden van het klooster werd een boerderij gebouwd. De huidige kop-hals-rompboerderij 'Vrouwenklooster Galilea' (Friesestraatweg 1-3) dateert van omstreeks 1905 en heeft een lang voorhuis. Het klooster bevond zich hierachter.
Volgens Van der Aa waren in zijn tijd (midden 19e eeuw) ter plekke nog 'eenige aanmerkelijke hoogten en duidelijke sporen of overblijfselen van grachten' zichtbaar op de plek. Sommigen zouden destijds hebben gedacht dat een tweede aangrenzende boerderij er ook toe behoorde.
Steden, dorpen en gehuchten: Aalsum · Anjum · Augsbuurt · Birdaard · Blija · Bornwird · Brantgum · Burum · Dokkum · Ee · Engwierum · Ferwerd · Foudgum · Genum · Hallum · Hantum · Hantumeruitburen · Hantumhuizen · Hiaure · Hogebeintum · Holwerd · Janum · Jislum · Jouswier · Kollum · Kollumerpomp · Kollumerzwaag · Lichtaard · Lioessens · Marrum · Metslawier · Munnekezijl · Moddergat · Morra · Nes · Niawier · Oosternijkerk · Oostmahorn · Oostrum · Oudwoude · Paesens · Raard · Reitsum · Ternaard · Triemen · Veenklooster · Waaxens · Wanswerd · Warfstermolen · Westergeest · Wetsens · Wierum · Zwagerbosch

Buurtschappen: Abbewier · Bartlehiem (deels) · Beintemahuis · Betterwird · Bollingawier · Bonte Hond · Bornwirdhuizen · Boteburen · Brandeburen · De Dellen · De Keegen · De Kolk · De Leegte · De Rijp · De Wirden · De Schans · Dijkshorne · Dokkumer Nieuwe Zijlen · Drieboerehuizen · Ezumazijl · Groot Medhuizen · Halfweg · Hallumerhoek · Hanenburg · Hantumerhoek · Huis ter Noord · Kettingwier · Klein Medhuizen · Kletterbuurt · Kollumeroudzijl · Krabburen · Laagland · Lutkewier · Molenbuurt · Nieuwland · Oudeterp · Oudwouderzijlen · Reidswal · Scharnehuizen · Stiem · Teerd · Teijeburen · Tergracht (deels) · Ter Lune · Tibma · Tilburen · Tiltjeburen · Vaardeburen · Veldburen · Vijfhuizen (Hallum) · Vijfhuizen (Ternaard) · Visbuurt · Weerdeburen · Westerburen · Westernijkerk · Wie · Wijgeest · Zevenhuizen

Streken: 't Schoor · Galilea · It Paradyske · Lutkelaard · Sibrandahuis · Steenharst · Steenvak · Wildpad (deels) · Zandbulten · Zwagerveen

Friesland: Steden en dorpen      Nederland: Provincies · Gemeenten